# Manuel Tomás Luna Mujica
Manuel Tomás Luna Mujica fue un abogado y político peruano. 
Fue miembro del Congreso Constituyente de 1860 por la provincia de Urubamba entre julio y noviembre de 1860 durante el tercer gobierno de Ramón Castilla. Este congreso elaboró la Constitución de 1860, la séptima que rigió en el país y la que más tiempo ha estado vigente pues duró, con algunos intervalos, hasta 1920, es decir, sesenta años. Luego de expedida la constitución, el congreso se mantuvo como congreso ordinario hasta 1863 y fue elegido nuevamente en 1864.
En 1867 llegó al Cusco el ingeniero sueco John W. Nystrom quien procuró la formación de una sociedad metalúrgica y minera en el Cusco para impulsar la industria siderúrgica. En su expedición e informes, se menciona a varios cusqueños que suscribieron acciones para la constitución de dicha empresa entre los que estaba Manuel Tomás Luna Mujica. La empresa, sin embargo, no pudo concretarse ante la poca inversión realizada por los habitantes del Cusco.
Fue elegido diputado suplente por la provincia de Acomayo entre 1872 y 1876 durante el gobierno de Manuel Pardo. Fue, hasta el año 1883, vocal de la Corte Superior de Justicia del Cusco cuando fue reemplazado por el abogado José A. Ponce.